# Resolutie 980 Veiligheidsraad Verenigde Naties
Resolutie 980 van de Veiligheidsraad van de Verenigde Naties werd op 22 maart 1995 zonder
stemming aangenomen.

## Achtergrond
De Britse jurist Robert Yewdall Jennings  werd in 1982 lid van het Internationaal Gerechtshof. Hij werd in 1991 herkozen en diende er van 1991 tot 1994 als voorzitter.
Zijn ambtstermijn liep nog tot 2000.

## Inhoud
De Veiligheidsraad:
- betreurt het ontslag van rechter Jennings, dat ingaat op 10 juli;
- merkt op dat een positie bij het Internationaal Gerechtshof is vrijgekomen voor de rest van de ambtstermijn die volgens het Statuut van het Hof moet worden ingevuld;
- merkt op dat de datum van de verkiezingen om de positie in te vullen moet worden vastgelegd door de Veiligheidsraad;
- beslist dat de verkiezing zal plaatsvinden op 12 juli 1995 op een vergadering van de Veiligheidsraad en een vergadering van de Algemene Vergadering tijdens diens 49ste sessie.

## Verwante resoluties
- Resolutie 951 Veiligheidsraad Verenigde Naties (1994)
- Resolutie 979 Veiligheidsraad Verenigde Naties
- Resolutie 1018 Veiligheidsraad Verenigde Naties
- Resolutie 1278 Veiligheidsraad Verenigde Naties (1999)

Lijst ·  970 ·  971 ·  972 ·  973 ·  974 ·  975 ·  976 ·  977 ·  978 ·  979 ·  980 ·  981 ·  982 ·  983 ·  984 ·  985 ·  986 ·  987 ·  988 ·  989 ·  990 ·  991 ·  992 ·  993 ·  994 ·  995 ·  996 ·  997 ·  998 ·  999 ·  1000 ·  1001 ·  1002 ·  1003 ·  1004 ·  1005 ·  1006 ·  1007 ·  1008 ·  1009 ·  1010 ·  1011 ·  1012 ·  1013 ·  1014 ·  1015 ·  1016 ·  1017 ·  1018 ·  1019 ·  1020 ·  1021 ·  1022 ·  1023 ·  1024 ·  1025 ·  1026 ·  1027 ·  1028 ·  1029 ·  1030 ·  1031 ·  1032 ·  1033 ·  1034 ·  1035